# Kärrhagen
Kärrhagen är en stadsdel i sydvästra Norrköping. Den uppvisar huvudsakligen villabebyggelse från slutet av 1960-talet. I Kärrhagen ligger Rättarehagen som är en bergig skogklädd kulle med flera stigar.

### Webblänkar
- www.norrkoping.se: Naturutflykter, Tätortsnära natur: Rättarehagen[död länk]